# Calle Corrida
La calle Corrida es una calle peatonal de la Ciudad de Gijón (Principado de Asturias, España). Transcurre entre la calle Trinidad y la plaza del Seis de Agosto, siendo el principal eje comercial de la localidad y un importante lugar de tránsito de peatones a otros lugares del barrio de El Centro.

## Toponimia

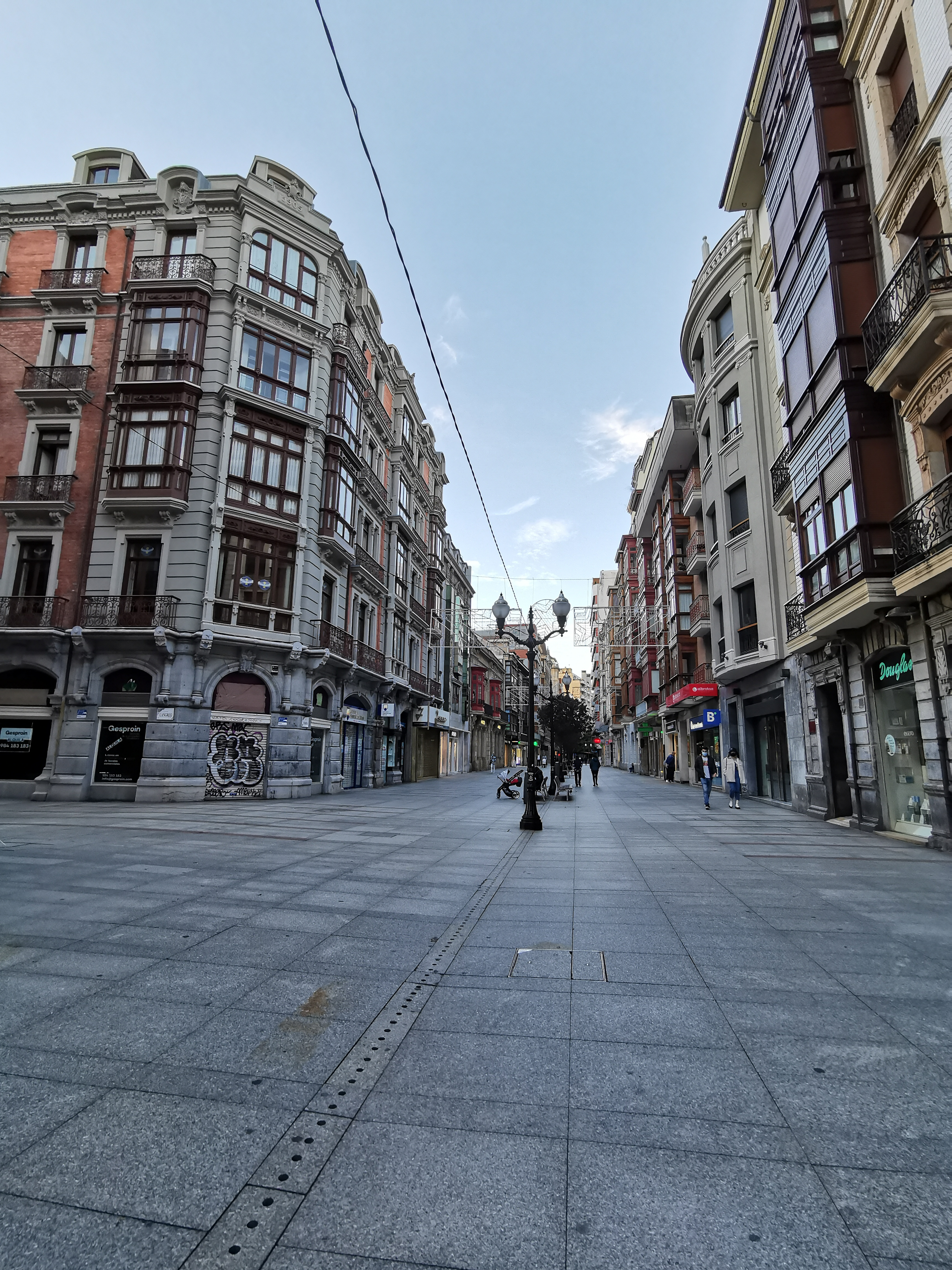
Vista de la calle.

Antes de su nombre actual, la calle Corrida fue denominada oficialmente como calle Ancha de la Cruz. Tal vez este nombre hacía referencia a una capilla que era llamada de la Invención de la Santa Cruz. Sin embargo, tal como recogen algunas actas municipales "Corrida es simplemente un mote", la calle siempre fue conocida popularmente como calle Corrida. No está claro el origen del topónimo. Algunas hipótesis apuntan al abundante tránsito de la calle, lo corrida que está. Otras señalan tal vez al corrimiento de unos edificios que hicieron más ancha la entonces denominada calle Ancha de la Cruz.
En 1892, durante apenas un mes entre mayo y junio, la calle recibió también el nombre de Conde de Revillagigedo. Empero, este nombre tuvo que ser retirado por la protesta personal del conde, quien ya tenía dedicada a su nombre la calle del Marqués de San Esteban del Mar. El Conde amenazó con llevar a los tribunales al Ayuntamiento si no se retiraba ese nombre.
El 5 de enero de 1937, en plena guerra civil española, una propuesta al final no aprobada del Partido Comunista de España dirigida por escrito al Ayuntamiento pedía que "el nombre de la calle Corrida que hasta hoy ha figurado en una de nuestras vías más concurridas y céntricas y que ninguna significación de importancia tiene, sea transformado por el de "Avenida de Rusia". Con este hecho sencillo creemos dejar cumplido debidamente el homenaje al que nuestros compañeros de la URSS con su actitud magnífica, se han hecho acreedores y suponemos nadie se atreva a negar."

## Historia

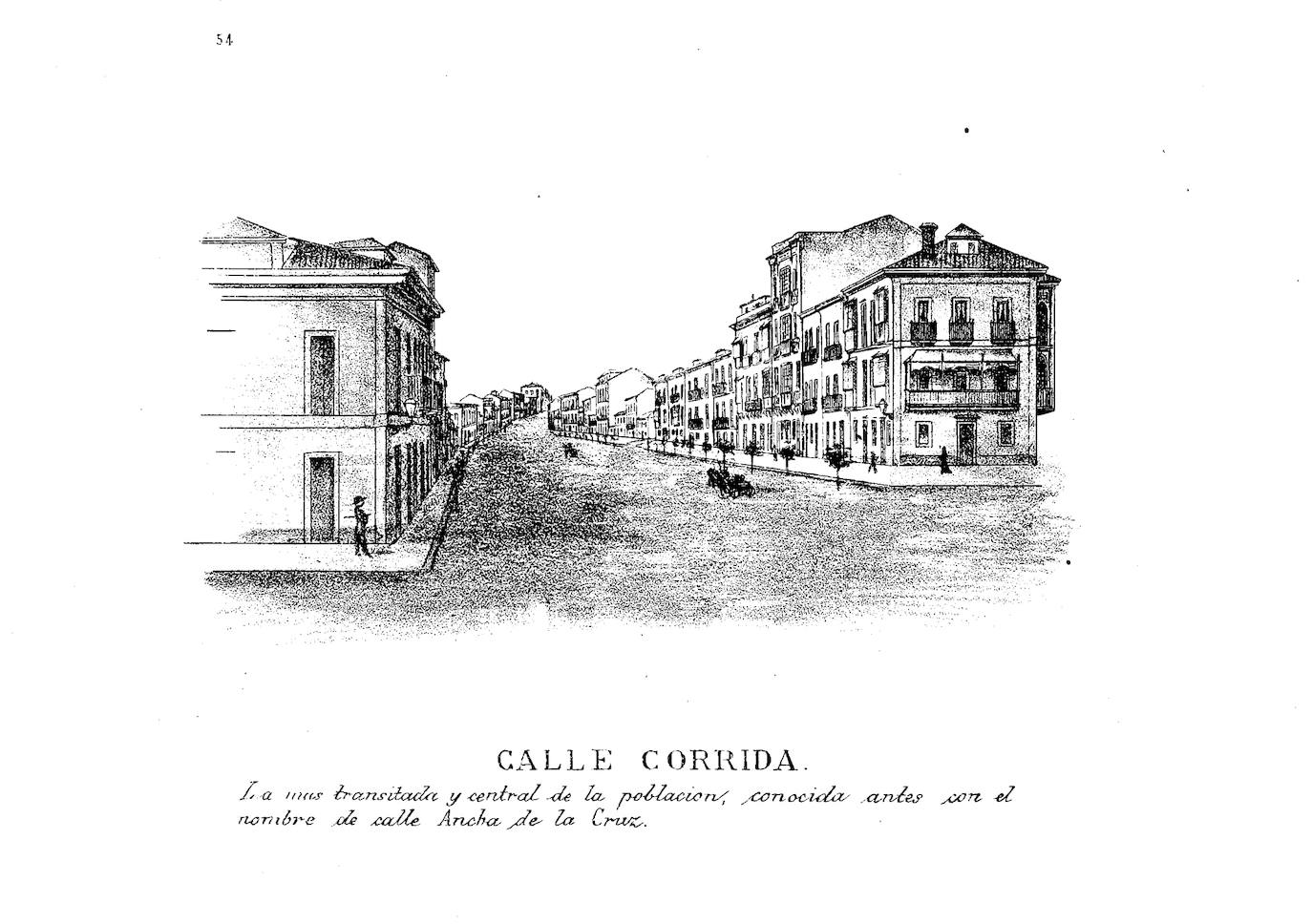
La calle a finales del siglo.

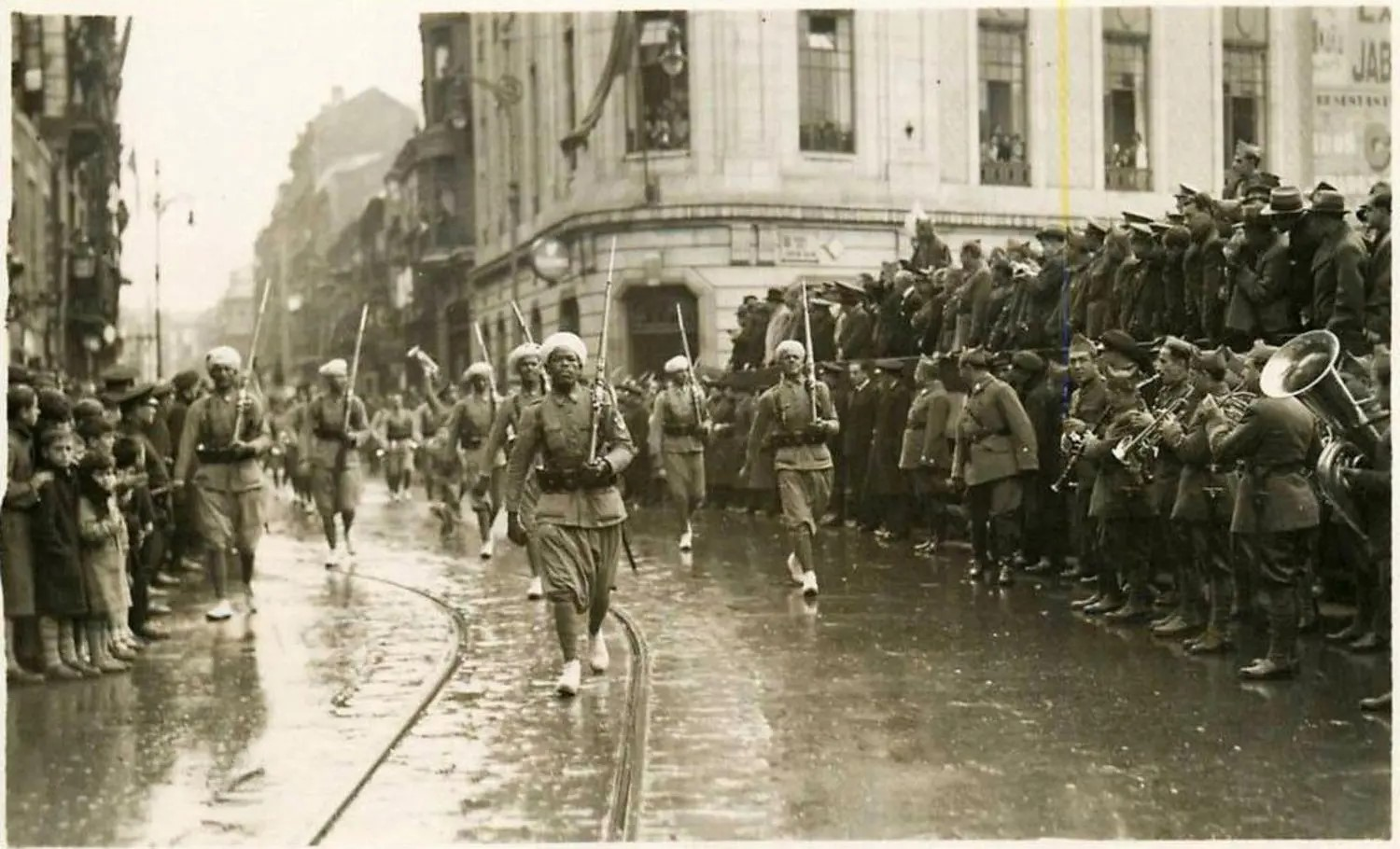
Tropas norteafricanas desfilando por la calle durante la Revolución de 1934.

En 1880 la calle recibió alumbrado público y en 1901 fue asfaltada. La calle se convertiría en una estampa de la belle-époque en Gijón, siendo la calle predilecta de la burguesía, donde se edificarían lujosos edificios eclécticos y modernistas, habría grandes cafés, tiendas y hasta el primer cine de la ciudad; el Salón Luminoso. En 1890 se inaugura la primera línea de las tres que conformarían el tranvía de Gijón, que comenzaban en la calle Corrida y circulaban hasta Somió, El Natahoyo y El Llano.

### Peatonalización y actualidad
En 1967 se retiran las vías del tranvía de Gijón, así que en los veranos de la década de los 1970, el tramo norte de la calle se usaba para la instalación de terrazas hosteleras, los denominados toldos. A principios de los 1980 se decide peatonalizar el tramo norte de la calle, a pesar de las quejas de algunos comerciantes. Esto permitiría embellecer la ciudad de cara al Mundial de fútbol de 1982, del que El Molinón era sede. En 1981 se inaugura la reforma del tramo norte, que consistía en baldosas rojas y blancas. Fue llevada a cabo por la empresa CEFAGASA. En 1984 se completa el tramo sur, de plaza del Carmen a plaza del Seis de Agosto, quedando la calle totalmente peatonal.
En abril de 2003 se finaliza una segunda remodelación de la calle y sus alrededores, pasando a tener el pavimento granítico, mobiliario y arbolado actual. Se plantaron 27 magnolios y 13 pinus pisardi y se instalaron 49 farolas tras invertir 1,3 millones de euros.
En 2020 se posicionó como una de las calles más caras de Asturias junto a la calle Uría de Oviedo y el gijonés paseo de Begoña.

## Arquitectura
Los números indican la dirección del edificio dentro de la calle.

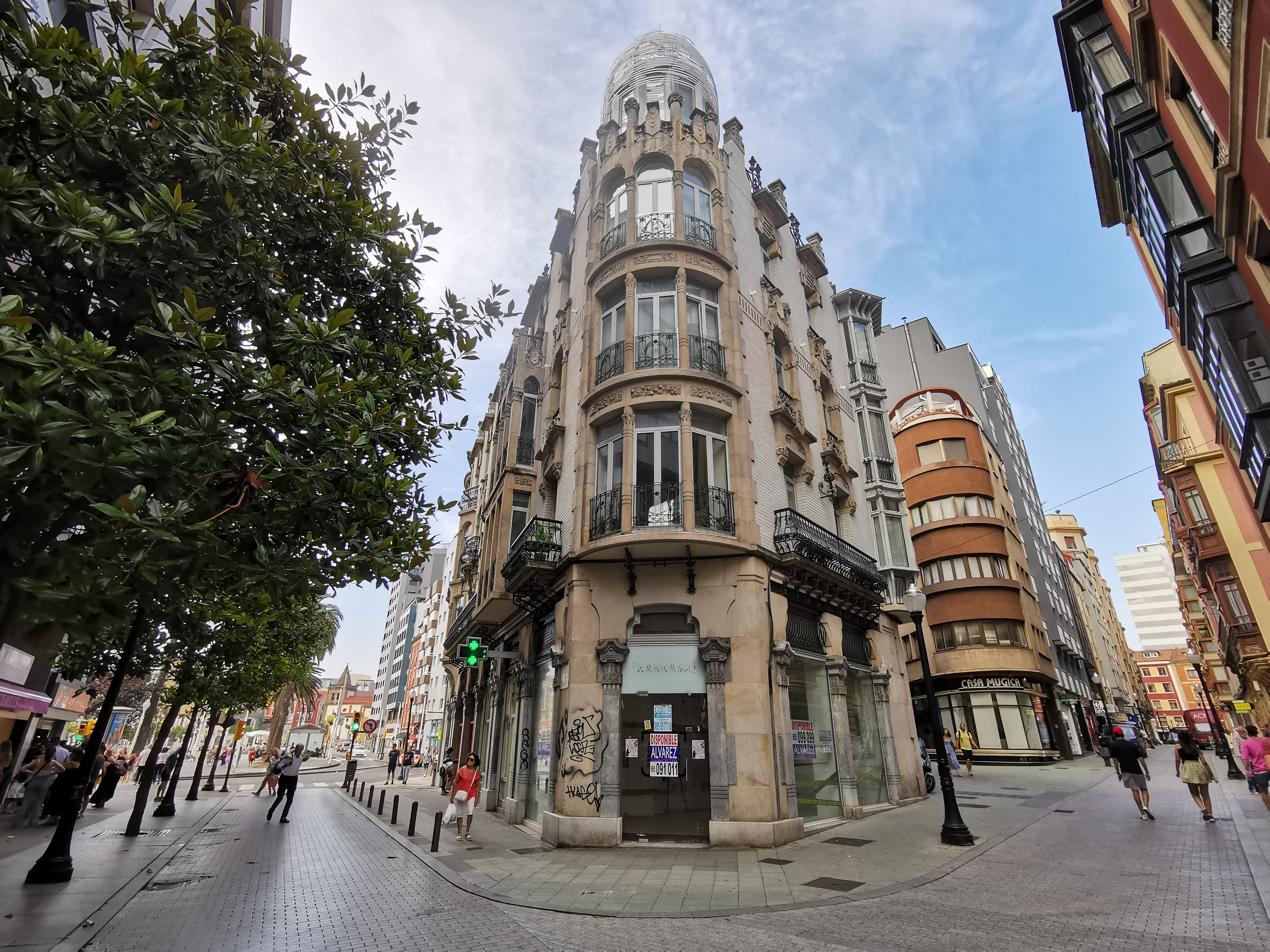
Edificio Sarri, 1911

### Edificio Sarri, 1
Edificio de viviendas en la confluencia de la calle San Antonio con la calle Corrida, fue edificado en el año 1911 por Miguel García de la Cruz a petición de Antonio Sarri. Se compone de planta baja comercial, tres plantas con una vivienda cada una y cubierta habilitada como vivienda para el portero. La fachada destaca por su dinamismo, alternando tres materiales (piedra, azulejo y metal) con una distribución asimétrica de los balcones, miradores y vanos, especialmente en la fachada en la calle Corrida, donde se ubica la mayor ornamentación, no muy extensa y limitada a elementos vegetales. El mirador principal se corona con una tambor con cúpula, hoy desaparecida.
En 2017 el edificio completa una rehabilitación integral en donde se construye una cúpula de estilo contemporáneo, aunque simulando a la original.

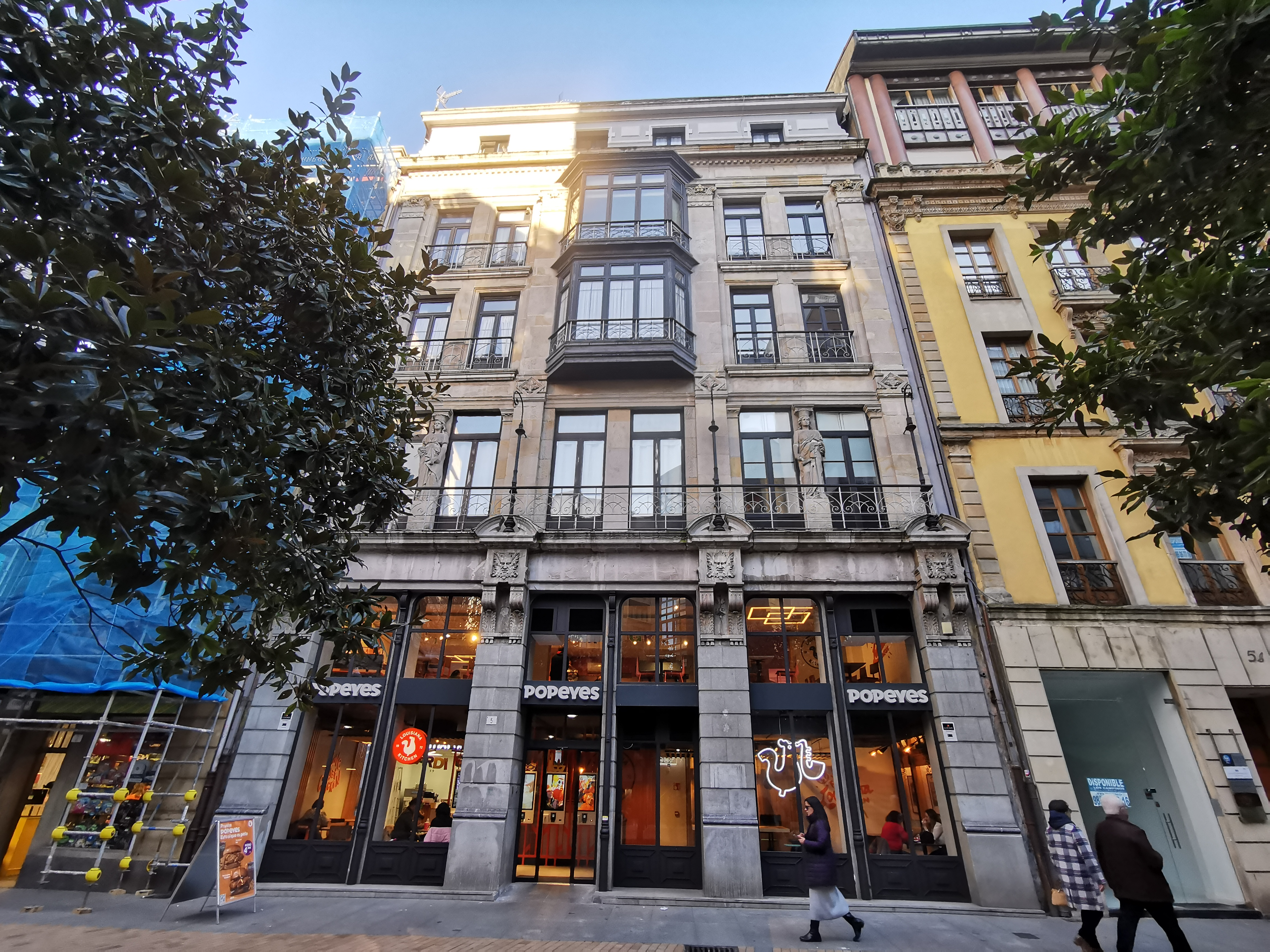
Edificio de las Cariátides

### Edificio calle Corrida, 3
Edificio diseñado por Mariano Marín Magallón en 1899 bajo un estilo ecléctico. La fachada a Corrida, da a la plaza de Italia y su factura es de piedra arenisca gris. Se combinan elementos neogriegos, especialmente pilastras, ménsulas y cariátides en la planta baja, llegando a ser conocido como el edificio de las cariátides. Así mismo, se le añade un mirador central y acabos en forja.

### Edificio Tívoli, 8

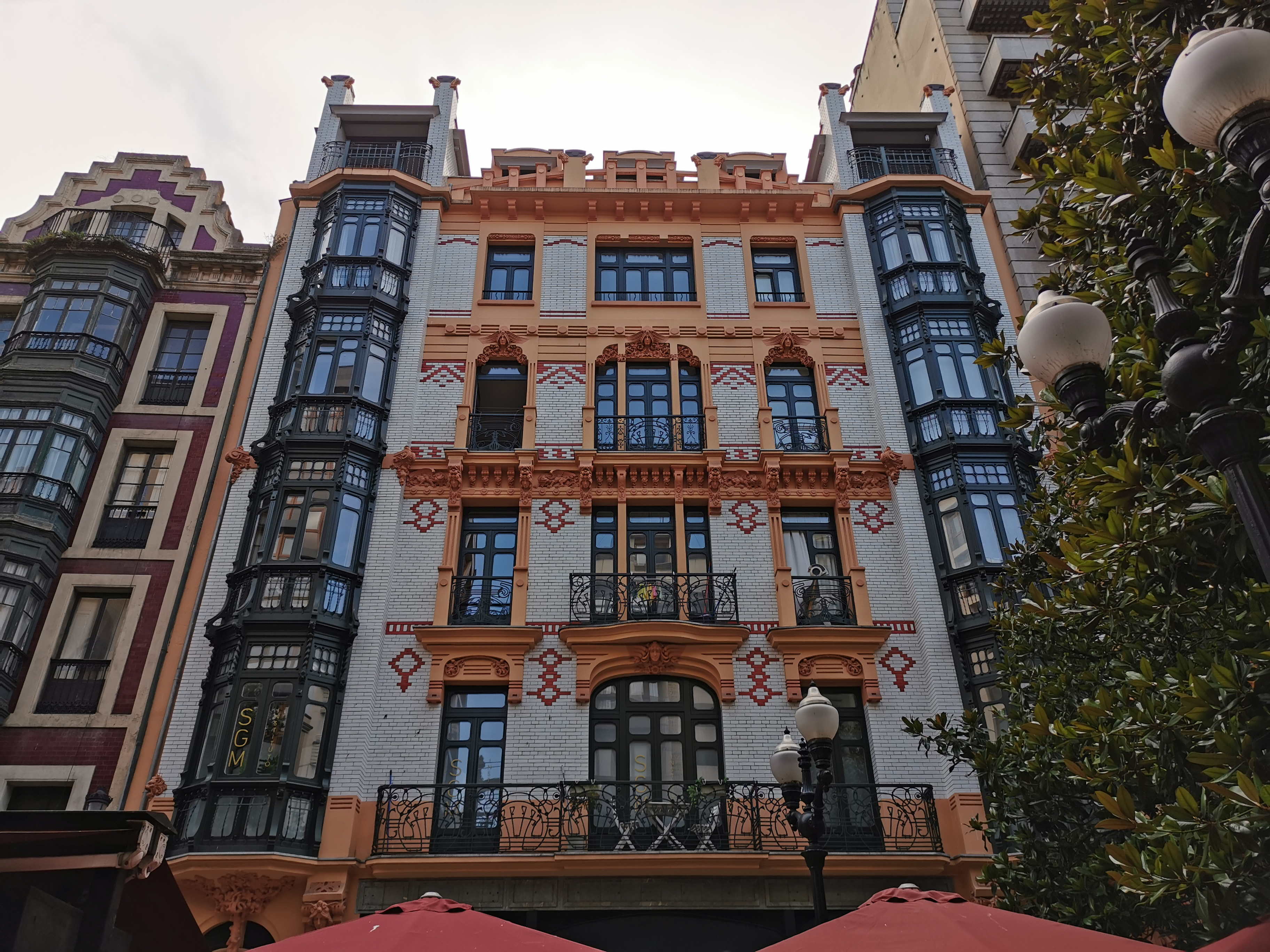
Edificio Tívoli, 1905

Edificio construido en 1905 y diseñado por el arquitecto Miguel García de la Cruz (1874-1935) por encargo de Milagros San Crespo. De corte modernista, cuenta con planta baja, tres plantas y ático. La fachada principal, con tres vanos centrales y miradores laterales, da a la calle Corrida número 8 y, la posterior, a la calle del Horno. Tiene cierta inspiración art-nouveau, como demuestra el uso de formas onduladas en los trabajos de forja, vanos, dinteles y en la curvatura del sotabanco, así como numerosa ornamentación escultórica, con bajorrelieves de elementos vegetales principalmente. La fachada se recubre de azulejos. En 1931 Juan Manuel y Manuel del Busto reforman el ático, convirtiéndolo en piso, y en 1934 la planta baja, eliminado parte de la decoración original.
En 2018 el edificio se rehabilita y comercializa como viviendas de lujo.

### Antiguo Banco Español de Crédito, 28

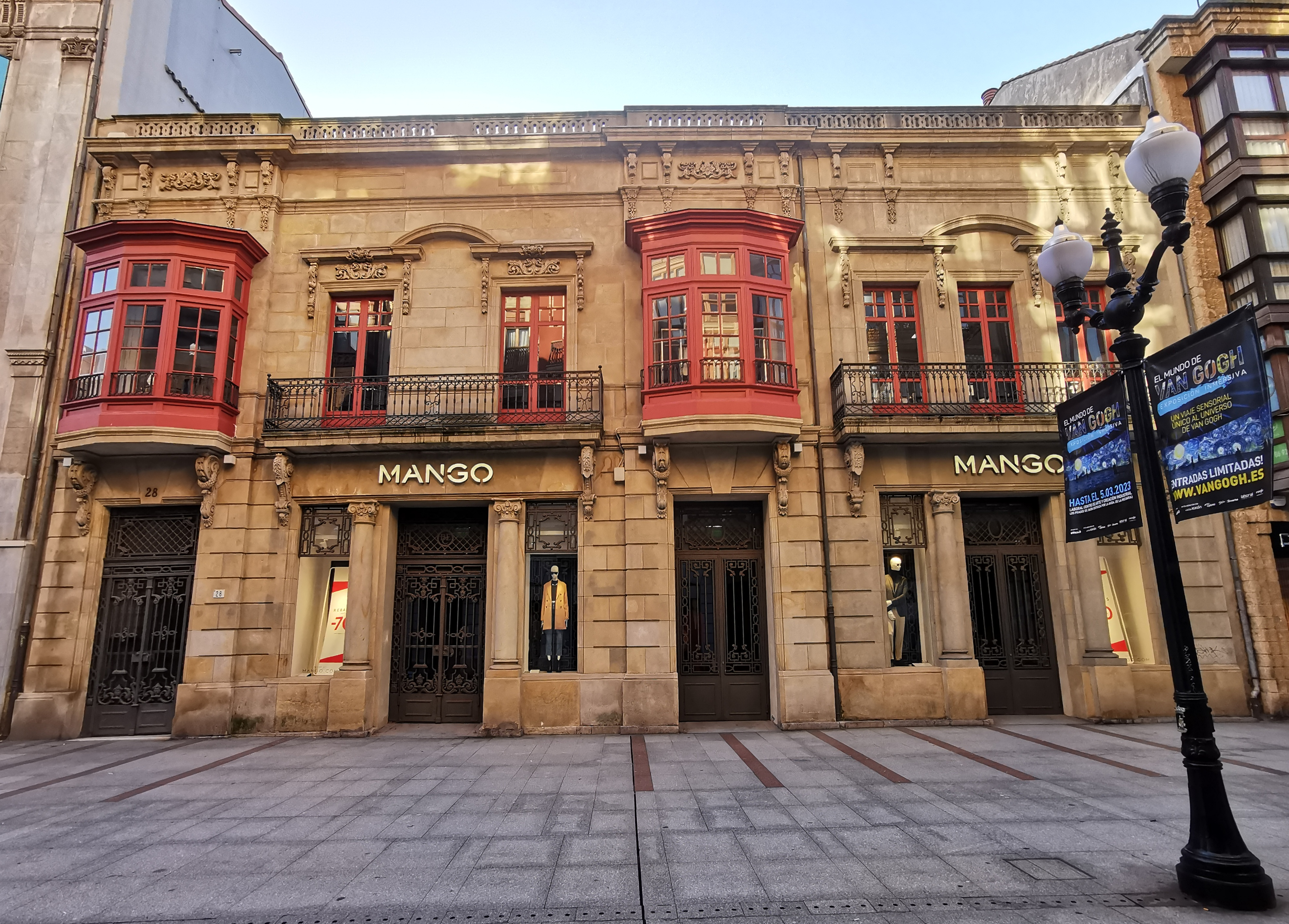
La asimetría de la fachada principal

Este edificio ecléctico fue proyectado en 1892 por el arquitecto Mariano Medarde como sede del Banco Gijonés de Crédito, entidad adquirida por el Banco Español de Crédito (Banesto) y este a su vez por el banco Santander. En 1920 el edificio se expande bajo diseño de Manuel del Busto hacia su solar norte, aumentando el tamaño de la fachada a Corrida, y hacia su fondo, construyéndose un nuevo alzado en la calle Libertad. Es por ello que la fachada a Corrida es asimétrica. Del Busto reproduce los patrones de la facha original, aunque dependiendo del tamaño del nuevo solar.
La fachada principal presenta sillería, balcones corridos, dos miradores laterales y ornamentación clasicista como frontones, dinteles, relieves y columnas con capiteles corintios en los accesos. En el interior destacan las escaleras centrales, diseñadas por Juan Manuel del Busto y Miguel Díaz Negrete en una reformulación del espacio interior, en las que Mariano Moré dibujaría cinco frescos de carácter costumbrista, sobre las principales actividades económicas asturianas; pesca, ganadería, comercio, agricultura e industria. Los principales salones se decoran con acabados en madera y existe un patio acristalado entre los dos cuerpos que forman el edificio (Corrida y Libertad).
Tras una disputa comercial por el edificio entre los grupos de comercialización de ropa Inditex y Mango, esta última adquirió el inmueble en 2014 al banco Santander por 6 millones de euros e instaló ahí una de sus tiendas tras reformar y acondicionar el edificio.

### Edificio calle Corrida, 32

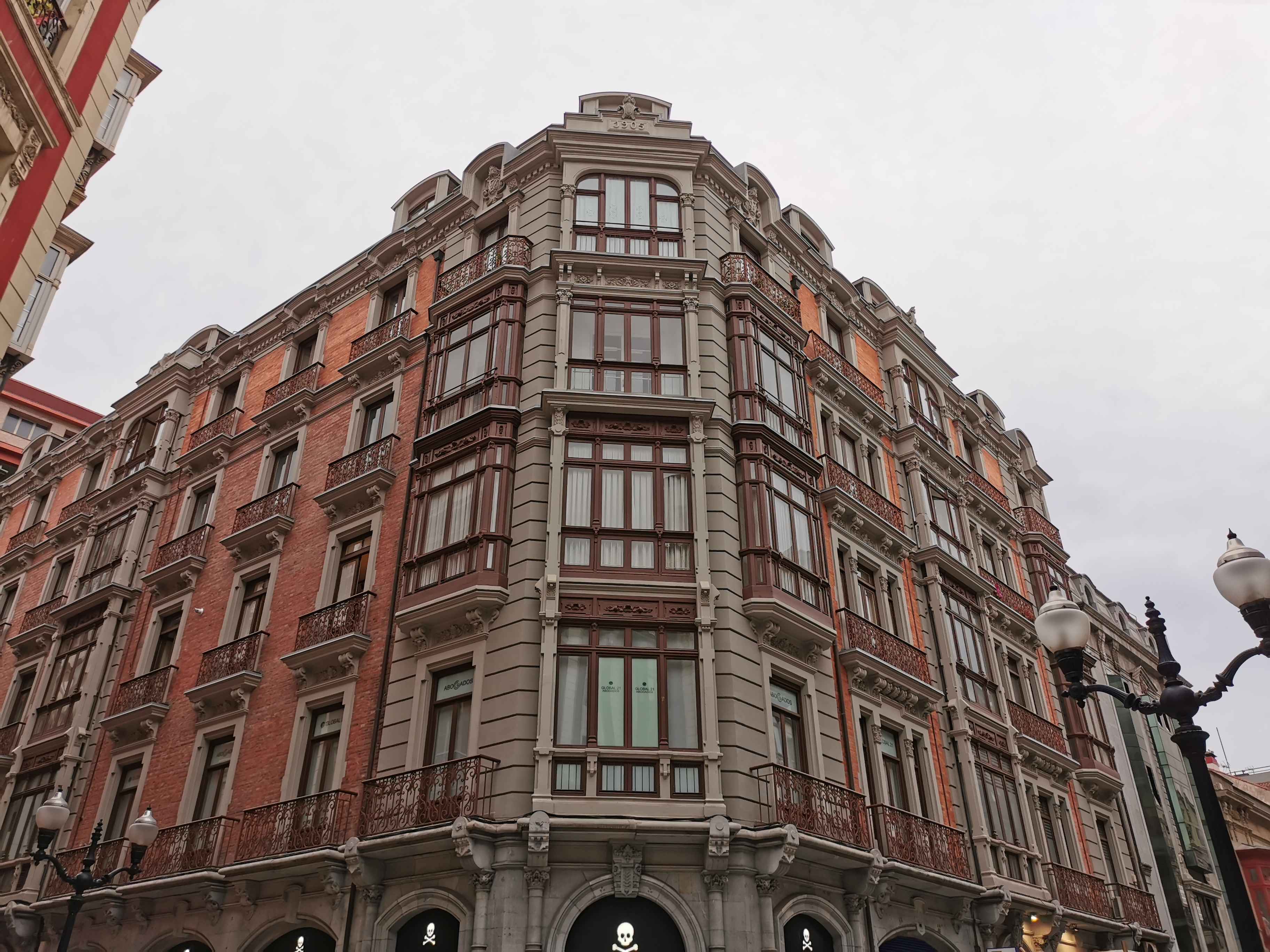
Calle Corrida, 32 (1905)

Edificio ecléctico de gran tamaño con fachada a tres calles, Corrida, Langreo y Libertad proyectado en 1901 por el arquitecto Luis Bellido y finalizado en 1905. Cuenta con cinco pisos y numerosos balcones, en donde se encuentra la decoración, formada por ménsulas, almohadillados... Destaca el chaflan con mirador a la calle Corrida y la cornisa que recorre el edificio. Se rehabilitó en 1986.

### Edificio calle Corrida, 33

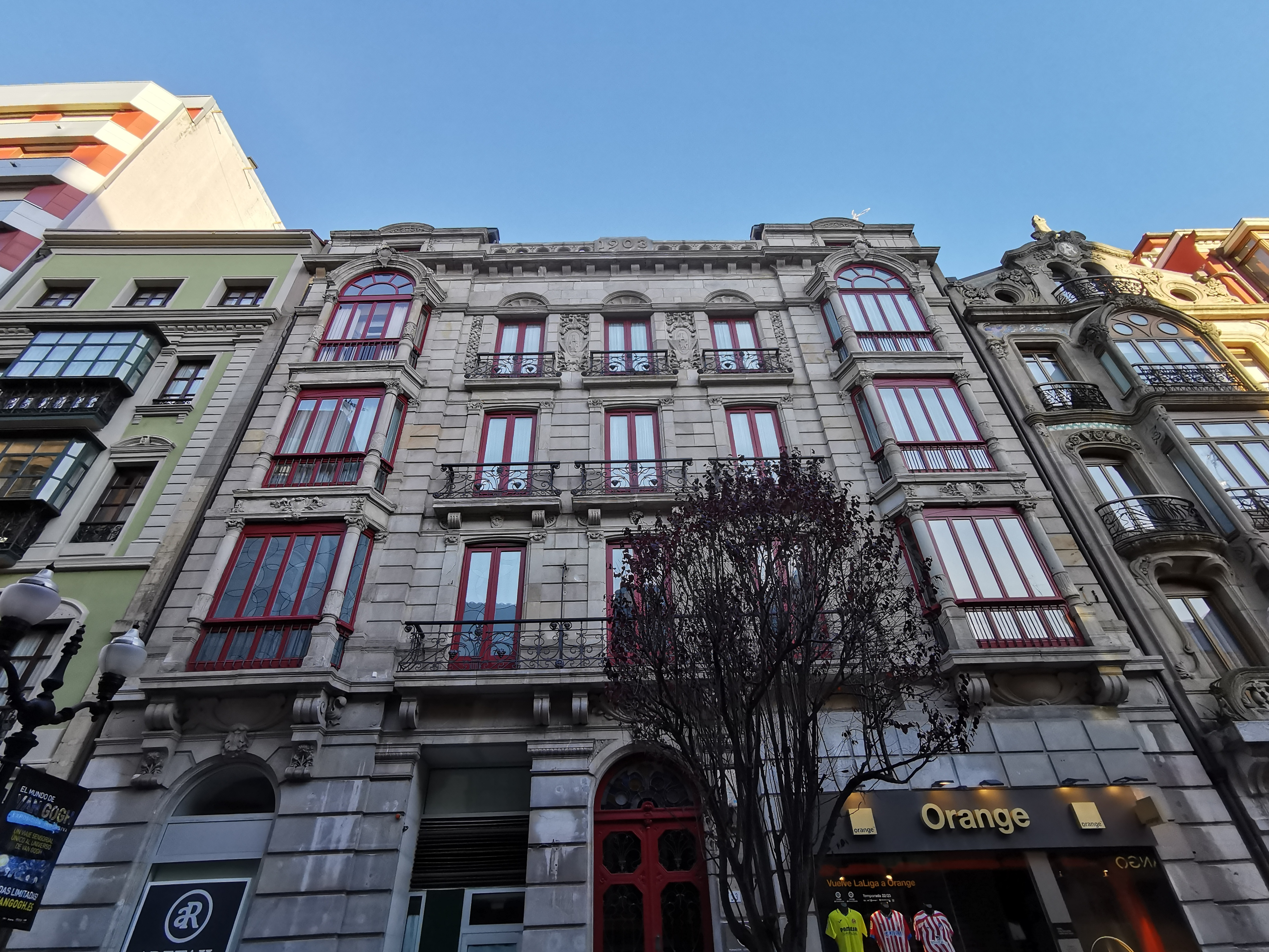
Edificio calle Corrida, 33

Edificio construido en 1903 por el arquitecto Mariano Marín Magallón bajo encargo de Pedro Alonso, promotor también de Corrida, 35. Es un edificio ecléctico de tres plantas más bajo comercial y dos fachadas, la posterior a la calle del Agua y la principal a la calle Corrida. En la principal destacan miradores laterales de piedra, que cuentan con decoración clasicista. La última planta es la más ornamentada, con multitud de relieves. Fue rehabilitado en el año 2000.

### Edificio modernista, 35

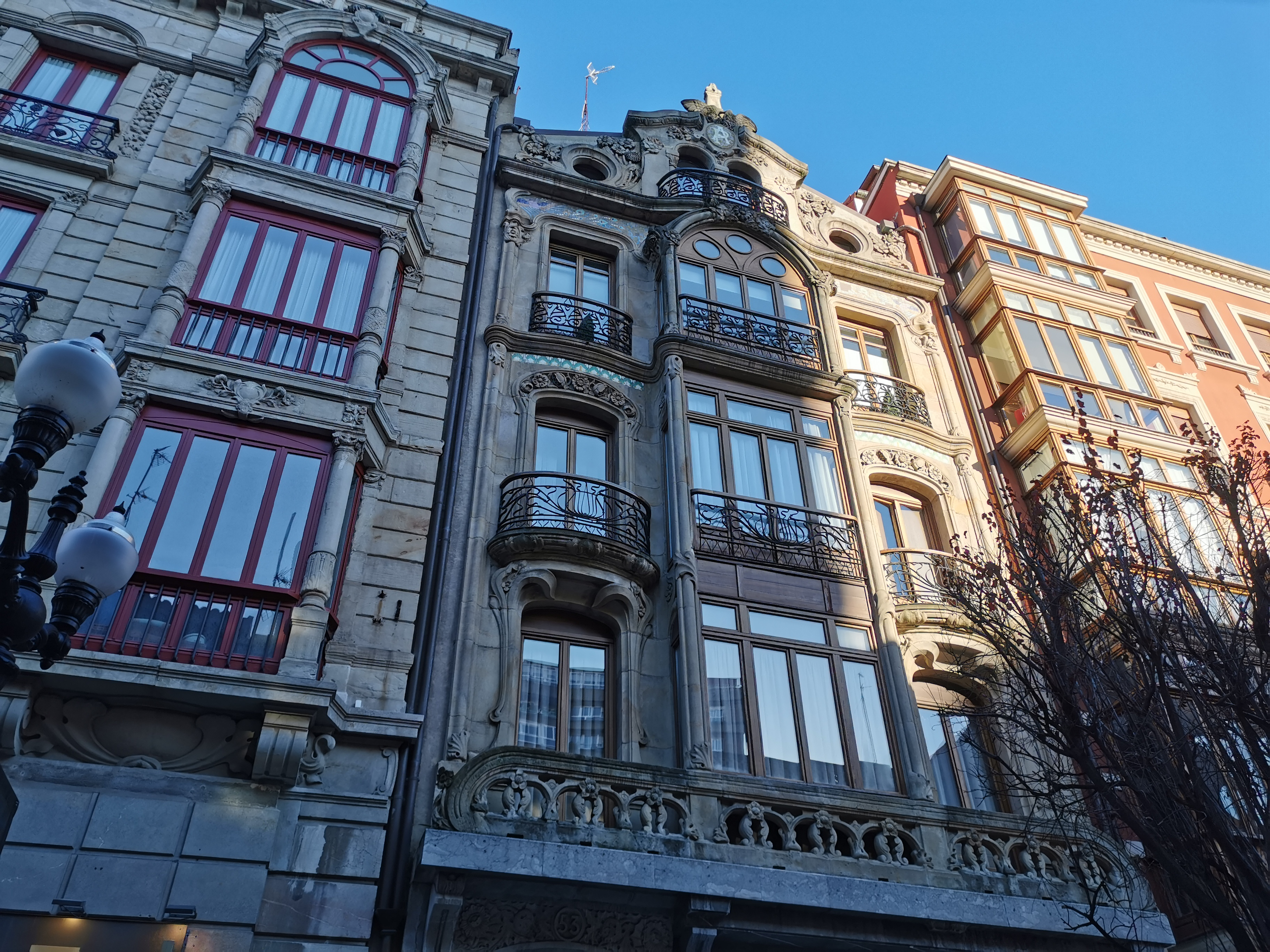
Casa Pedro Alonso

Este edificio construido en 1903 por el arquitecto Mariano Marín Magallón destaca por ser uno de los pocos ejemplos de pleno art-noveau en la ciudad. Encargado por Pedro Alonso, cuenta con tres plantas, buhardilla y bajo. Coexisten varios materiales, especialmente la piedra, madera, azulejo, hierro y cristal. Predominan las formas ondulantes en toda la fachada, profusamente ornamentada con relieves de elementos vegetales. Destaca el balcón de la primera planta, solucionado a modo de balaustrada.

### Otros
- Edificio calle Corrida, 11: Edificio art-decó de Juan Manuel y Manuel del Busto de finales de los 1930.[23]
- Edificio calle Corrida, 14: Edificio diseñado por la colaboración de Juan Manuel del Busto y Miguel Díaz Negrete en 1957. Pertenece a la arquitectura moderna.[24]
- Edificio calle Corrida, 15: Edificio art-decó construido en 1935.[23]
- Edificio calle Corrida, 22: Edificio a tres calles (Corrida, 22; Carlos Bertrand, 2 y Libertad) diseñado por Pedro Cabello en un estilo art-decó tardío en 1940. Destacan sus bajo relieves en el chaflán a Corrida y en su portal.[23]
- Edificio calle Corrida, 23: Edificio del movimiento moderno en el cruce de las calle los Moros y Corrida, en la plaza del Carmen. Fue diseñado en 1977 por  Miguel Díaz Negrete y Joaquín Cores Uría.[25]
- Edificio calle Corrida, 48: Edificio que sigue las directrices estilísticas del movimiento moderno. Fue construido en 1961 por Mariano Marín de la Viña y su hijo Mariano Marín Rodríguez-Rivas.[24]

## En la cultura
Sobre la calle Corrida escribió un libro Patricio Adúriz, y en 1998 Fredy García realizó un documental titulado Calle Corrida. Aprendiendo a pasear. Nicanor Piñole, pintor local, le dedicó uno de sus cuadros. En Gijón del alma, el himno oficioso de la ciudad, también aparece un mención a la popular calle: Tiene magia y tiene encantos,/ tiene embrujos y alegrías, / tiene marcha por el puerto / y por la Calle Corrida.
En la película Volver a empezar de José Luis Garci, ganadora de un Óscar en 1983, se ven varias imágenes de la calle.